# Liste der Monuments historiques in Dampmart
Die Liste der Monuments historiques in Dampmart führt die Monuments historiques in der französischen Gemeinde Dampmart auf.

## Liste der Objekte
| Bezeichnung | Beschreibung          | Standort                                | Kennzeichnung | Schutzstatus | Datum | Bild |
| ----------- | --------------------- | --------------------------------------- | ------------- | ------------ | ----- | ---- |
| Glocke      | Bronze, 1641 gegossen | in der Kirche St-Médard-Ste-Anne (Lage) | PM77000560    | Classé       | 1942  |      |

## Literatur

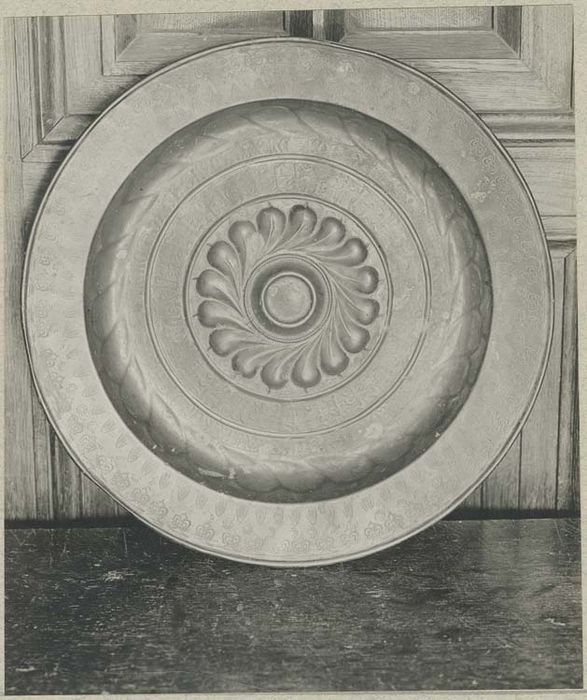
Spendenteller aus dem 15. Jahrhundert in der Kirche St-Médard-Ste-Anne